# Cantine Codorníu
Le cantine Codorníu sono un complesso di architettura industriale spagnolo situato a Sant Sadurní d'Anoia, nell'Alt Penedès. Rappresentano un esempio importante di architettura modernista catalana qualificata come monumento storico-artistico di rilevanza nazionale. Il complesso fu realizzato su progetto dell'architetto Josep Puig i Cadafalch nel periodo compreso tra il 1902 e il 1915. Anche la visita a queste cantine, sia da parte di enti educativi che del pubblico in genere, possiede una lunga tradizione. Il complesso è stato dichiarato bene d'interesse culturale nazionale dallo stato spagnolo.

## Descrizione
Il complesso della fattoria e delle cantine Codorníu venne rinnovato completamente all'inizio del XX secolo da Josep Puig i Cadafalch secondo i canoni del modernismo. Puig realizzò il porticato degli spremitoi, la cantina principale e il padiglione per le spedizioni (1904) e rifece la casa colonica detta anche Torre di Can Codorníu (1906).
A fianco del complesso si trova la zona abitativa di casa Codorníu, realizzata sopra l'antica fattoria e circondata da giardini che la separano dalle costruzioni industriali. La costruzione è di tipo neo-medioevale, con un chiaro intento di dare un'immagine di prestigio. Il complesso comprende un sotterraneo, il piano terra, un piano superiore e una serie di soffitte. L'edificio è caratterizzato da una torre angolare circolare a copertura conica di tegole vetrate e due torrette più piccole dalle caratteristiche analoghe. Le soffitte ospitano una galleria a volte semicircolari. La casa possiede anche un cortile interno con colonne e archi, sovrastato da una volta a botte ribassata con vetrate a piombo. L'interno ospita un arredamento molto ricco.
Il portico degli spremitoi presenta una pianta rettangolare, con una successione di volte a mattone pieno su archi semicircolari. La facciata presenta archi a punta con un coronamento a gradoni. Come il resto del complesso, la struttura è realizzata con mattoni a vista, pietra e decorazioni in vetro verde.
A lato del portico si trova la cantina grande, ampliata in tempi successivi con nuove costruzioni dall'architetto Lluís Bonet i Garí. Anche la cantina presenta una pianta rettangolare, con volta piastrellata, sorretta da travi e da tre archi a sesto acuto poggianti su colonne. Le finestre sono anch'esse ad arco acuto, in vetro trasparente.
Il padiglione delle spedizioni è situato vicino all'ingresso principale delle cantine. È un'ampia sala rettangolare, a volta piastrellata sorretta da archi catenari e vetrate colorate con disegni geometrici astratti, anch'esse ad arco catenario.
Completano il complesso una serie di costruzioni più recenti e grandi cantine sotterranee.

## Storia

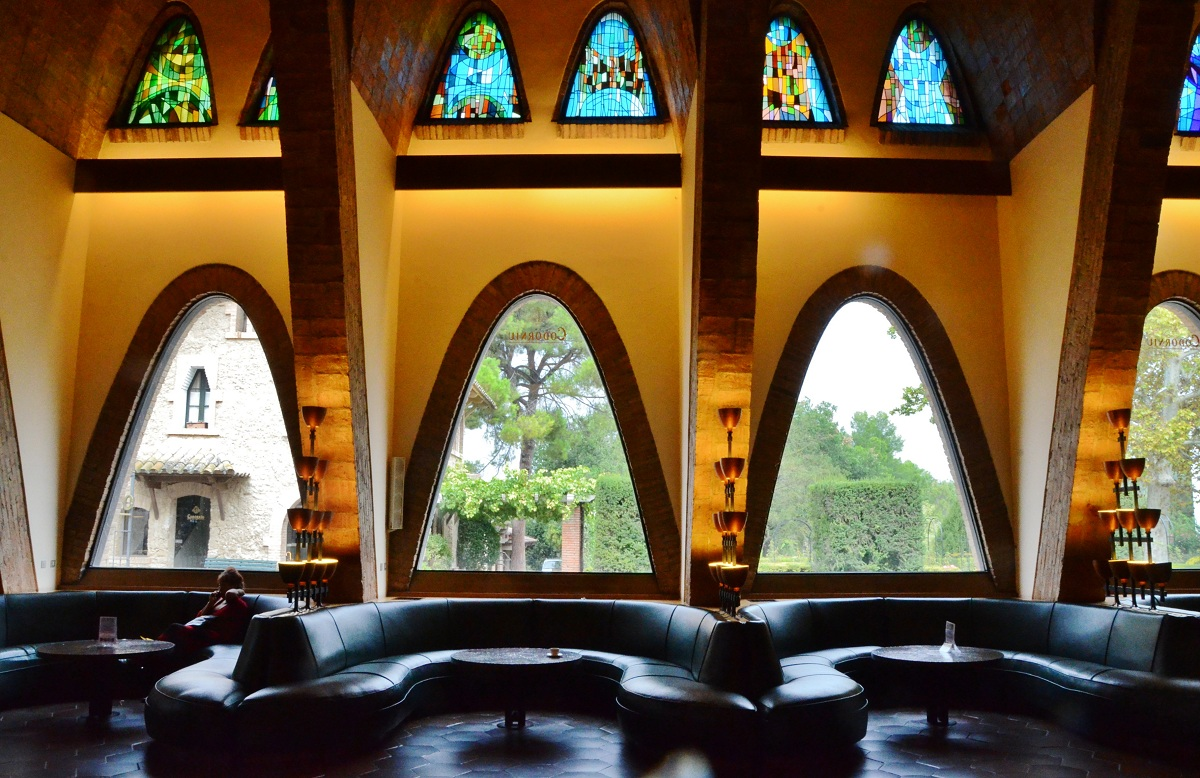
Interno delle Cantine Codorníu

Can Codorníu è un'antica casa colonica situata sulla riva destra dell'Anoia, che dall'ultimo quarto del XIX secolo ospita l'azienda Codorníu, la più antica della Spagna nonché la più importante produttrice di cava. L'esistenza della casa colonica, destinata tradizionalmente alla produzione vinicola, è documentata a partire dal 1551, come proprietà della famiglia Codorníu. A metà del XVII secolo l'ultima discendente dei Codorníu sposò Miquel Raventós, altro appartenente a un'importante famiglia di vinicultori della zona. Nel 1872 Josep Raventós i Fatjó iniziò la produzione di vini frizzanti secondo il metodo classico francese e nel 1885 il figlio Manuel Raventós i Domènech incaricò Puig i Cadafalch per la realizzazione del complesso attuale.